# 苏烈 (南朝)
苏烈（5世纪—5世纪），南朝武邑人，本郡太守苏护之孙，州治中苏端之子，苏侃（生于427年）之弟。
初为东莞令，后任镇军将军张永中兵参军，累任山阳太守、宁朔将军、游击将军。昇明元年（477年）十二月，镇守石头城的中书监袁粲图谋起事反抗权臣萧道成，萧道成得知后，派薛渊、苏烈、王天生等助袁粲守石头城，其实是防备袁粲。袁粲起事后，苏烈等据仓城抵抗袁粲。萧道成派军主戴僧静率数百人来石头城助苏烈等。戴僧静射书信给苏烈，夜间吊绳入城，从仓门进入，与苏烈并力攻袁粲。夺取石头城、镇压袁粲后，苏烈封吉阳县男。建元年间，为假节、督巴州军事、巴州刺史、巴东太守，宁朔将军如故。永明年间，官至平西司马、陈留太守，卒于任上。